# Partido Popular de las Islas Baleares
El Partido Popular de las Islas Baleares (PPIB; en catalán, Partit Popular de les Illes Balears) es la sección autonómica del Partido Popular (PP) en las Islas Baleares, España. Fue refundado en 1989 a nivel nacional a partir de Alianza Popular. Su presidenta desde julio de 2021 es Marga Prohens.
Este partido ha gobernado las islas un total de dieciocho años con cinco presidentes: Gabriel Cañellas (1989-1995; como AP desde 1983), Cristòfol Soler (1995-1996), Jaume Matas (1996-1999 y 2003-2007), José Ramón Bauzá (2011-2015) y Marga Prohens (desde 2023).
Tras las elecciones de 2019, preside el gobierno en el Consejo Insular de Ibiza y en los ayuntamientos de Alaró, Campos, Escorca, Estellenchs, Llucmajor, Santa Margarita, Selva, Santañí, Las Salinas, Sinéu, Sóller y Villafranca de Bonany en Mallorca; Alayor y San Cristóbal en Menorca; Santa Eulalia del Río, San Antonio Abad y San Juan Bautista en Ibiza.

## Presidentes del partido
| Nombre (Nacimiento-muerte) | Nombre (Nacimiento-muerte)    | Imagen | Período en el cargo      | Período en el cargo      |
| Nombre (Nacimiento-muerte) | Nombre (Nacimiento-muerte)    | Imagen | Inicio                   | Final                    |
| -------------------------- | ----------------------------- | ------ | ------------------------ | ------------------------ |
|                            | Gabriel Cañellas (1941-)      |        | 1976                     | 17 de julio de 1995      |
|                            | Cristòfol Soler (1956-)       |        | 17 de julio de 1995      | 28 de mayo de 1996       |
|                            | Jaume Matas (1956-)           |        | 1996                     | 5 de junio de 2007       |
|                            | Rosa Estaràs (1965-)          |        | 5 de junio de 2007       | 11 de septiembre de 2009 |
|                            | José Ramón Bauzá (1970-)      |        | 11 de septiembre de 2009 | 16 de julio de 2015      |
|                            | Miquel Vidal Vidal (1960-)    |        | 16 de julio de 2015      | 26 de marzo de 2017      |
|                            | Gabriel Company Bauzà (1963-) |        | 26 de marzo de 2017      | 26 de julio de 2021      |
|                            | Margalida Prohens (1982-)     |        | 26 de julio de 2021      | Actualidad               |

### Diagrama
Desde la creación del partido en 1989.

## Coaliciones

### Mallorca
En las elecciones al parlamento balear y al Consejo Insular de Mallorca de 1991 se presentó en coalición con Unió Mallorquina.

### Formentera
Desde 1995 hasta las elecciones de 2007 se presentó en coalición con el Grupo Independientes de Formentera, bajo el nombre de Agrupació Independent Popular de Formentera. En las elecciones de 2011 se volvió a presentar en coalición con el Grupo Independientes de Formentera, pero esta vez bajo el nombre de Sa Unió de Formentera.
Desde las elecciones de 2019 se presenta en coalición con Compromís amb Formentera bajo el nombre de Sa Unió de Formentera.

## Resultados electorales

### Elecciones Autonómicas

#### Parlamento de las Islas Baleares
Resultado del partido en las elecciones al Parlamento de las Islas Baleares:
|  | 35.55 % |

|  | 36.87 % |

|  | 47.32 % |

|  | 45.09 % |

|  | 44.33 % |

|  | 45.09 % |

|  | 46.45 % |

|  | 46.69 % |

|  | 28.50 % |

|  | 22.21 % |

|  | 35.83 % |

#### Consejo Insular de Mallorca
Resultado del partido en las elecciones al Consejo Insular de Mallorca:
|  | 34.37 % |

|  | 35.02 % |

|  | 47.52 % |

|  | 44.57 % |

|  | 44.46 % |

|  | 45.01 % |

|  | 45.66 % |

|  | 46.08 % |

|  | 27.78 % |

|  | 20.59 % |

|  | 34.12 % |

#### Consejo Insular de Menorca
Resultado del partido en las elecciones al Consejo Insular de Menorca:
|  | 32.67 % |

|  | 39.03 % |

|  | 45.11 % |

|  | 44.20 % |

|  | 40.33 % |

|  | 39.10 % |

|  | 40.92 % |

|  | 46.82 % |

|  | 31.78 % |

|  | 28.63 % |

|  | 39.37 % |

#### Consejo Insular de Ibiza y Formentera
Resultado del partido en las elecciones al Consejo Insular de Ibiza y Formentera:
|  | 51.47 % |

|  | 39.23 % |

|  | 53.42 % |

|  | 39.78 % |

|  | 49.49 % |

|  | 28.61 % |

|  | 50.63 % |

|  | 49.40 % |

|  | 47.14 % |

|  | 42.80 % |

|  | 50.40 % |

|  | 53.40 % |

#### Consejo Insular de Ibiza
Resultado del partido en las elecciones al Consejo Insular de Ibiza:
|  | 46.69 % |

|  | 51.38 % |

|  | 34.03 % |

|  | 39.43 % |

|  | 52.37 % |

#### Consejo Insular de Formentera
Resultado del partido en las elecciones al Consejo Insular de Formentera (El ayuntamiento cumple la función de Consejo Insular):
|  | 30.88 % |

|  | 34.66 % |

|  | 21.96 % |

|  | 33.75 % |

|  | 47.12 % |

### Elecciones generales

#### Congreso de los Diputados
Resultado del partido en las elecciones al Congreso de los Diputados:
|  | 9.03 % |

|  | 9.17 % |

|  | 37.71 % |

|  | 34.31 % |

|  | 40.66 % |

|  | 46.41 % |

|  | 45.13 % |

|  | 53.87 % |

|  | 45.89 % |

|  | 43.97 % |

|  | 49.59 % |

|  | 29.06 % |

|  | 35.08 % |

|  | 16.85 % |

|  | 22.84 % |

|  | 35.64 % |

#### Senado
Resultado del partido en las elecciones al Senado:
|  | 7.43 % |

|  | 9.82 % |

|  | 37.40 % |

|  | 35.43 % |

|  | 41.77 % |

|  | 46.64 % |

|  | 45.20 % |

|  | 54.89 % |

|  | 46.29 % |

|  | 44.42 % |

|  | 52.63 % |

|  | 30.48 % |

|  | 37.10 % |

|  | 18.59 % |

|  | 27.71 % |

|  | 37.57 % |

### Elecciones municipales
Resultado del partido en las elecciones municipales:
|  | 7.04 % |

|  | 33.56 % |

|  | 31.89 % |

|  | 42.87 % |

|  | 42.45 % |

|  | 39.82 % |

|  | 41.56 % |

|  | 42.95 % |

|  | 44.15 % |

|  | 29.03 % |

|  | 23.62 % |

|  | 34.16 % |